# Job Evans Stevenson

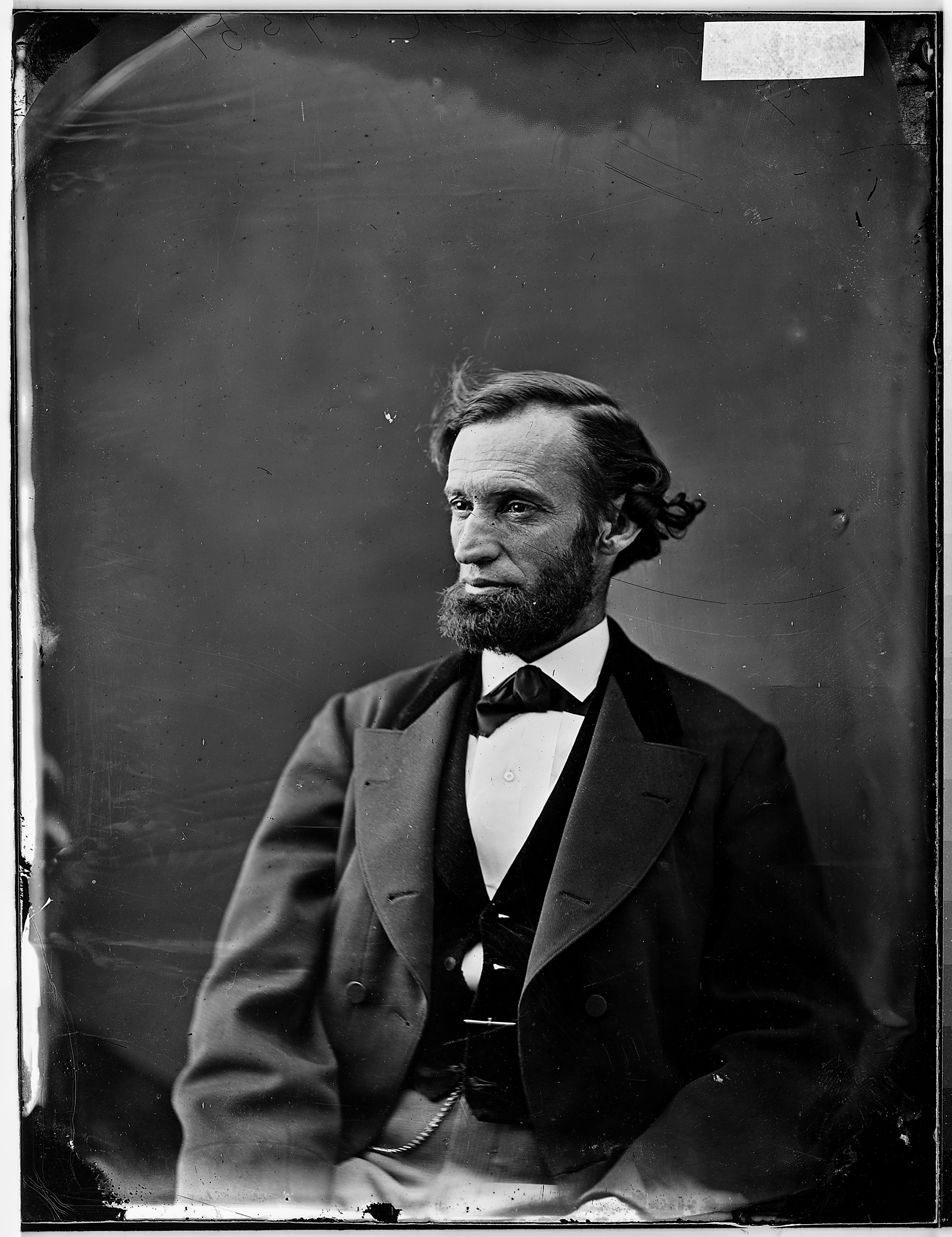
Job Evans Stevenson (vermutlich)

Job Evans Stevenson (* 10. Februar 1832 in Union Township, Ross County, Ohio; † 24. Juli 1922 in Corinth, Kentucky) war ein US-amerikanischer Politiker der Republikanischen Partei. Vom 4. März 1869 bis zum 3. März 1873 war er Mitglied des Repräsentantenhauses der Vereinigten Staaten für den 2. Kongressdistrikt des Bundesstaates Ohio.

## Biografie
Stevenson wurde in Union Township geboren. Nach dem Schulbesuch studierte er Jura. Er wurde nach seinem Studium praktizierender Rechtsanwalt in Chillicothe. Er war ebenso in der Landwirtschaft tätig. Für die Stadt Chillicothe arbeitete er von 1859 bis 1862 als Solicitor. Von 1863 bis 1865 war er Mitglied des Senats von Ohio. 1864 kandidierte er erstmals für einen Sitz im US-Repräsentantenhaus. 1865 zog er dann nach Cincinnati um.
1868 war seine erneute Kandidatur für einen Sitz im US-Repräsentantenhaus dann erfolgreich. Den zweiten Bezirk von Ohio vertrat er dort für zwei Legislaturperioden. Nach dem Ende seiner politischen Laufbahn zog es in wieder in seinen angestammte Profession. Vor seinem Tod zog Stevenson nach Corinth, wo er am 24. Juli 1922 im Alter von 90 Jahren starb. Er wurde auf dem Yellow Bud Cemetery in seiner Heimatstadt beigesetzt.